# プログルメタシン
プログルメタシン(Proglumetacin)は、非ステロイド性抗炎症薬である。通常はマレイン酸塩の形で、Afloxan、Protaxon、Proxilの商標である。わな体内でインドメタシンとプログルミドに代謝される。後者は、分泌抑制作用を持ち、胃壁が傷つくのを防ぐ。